# Grønlands Park – Botsparken

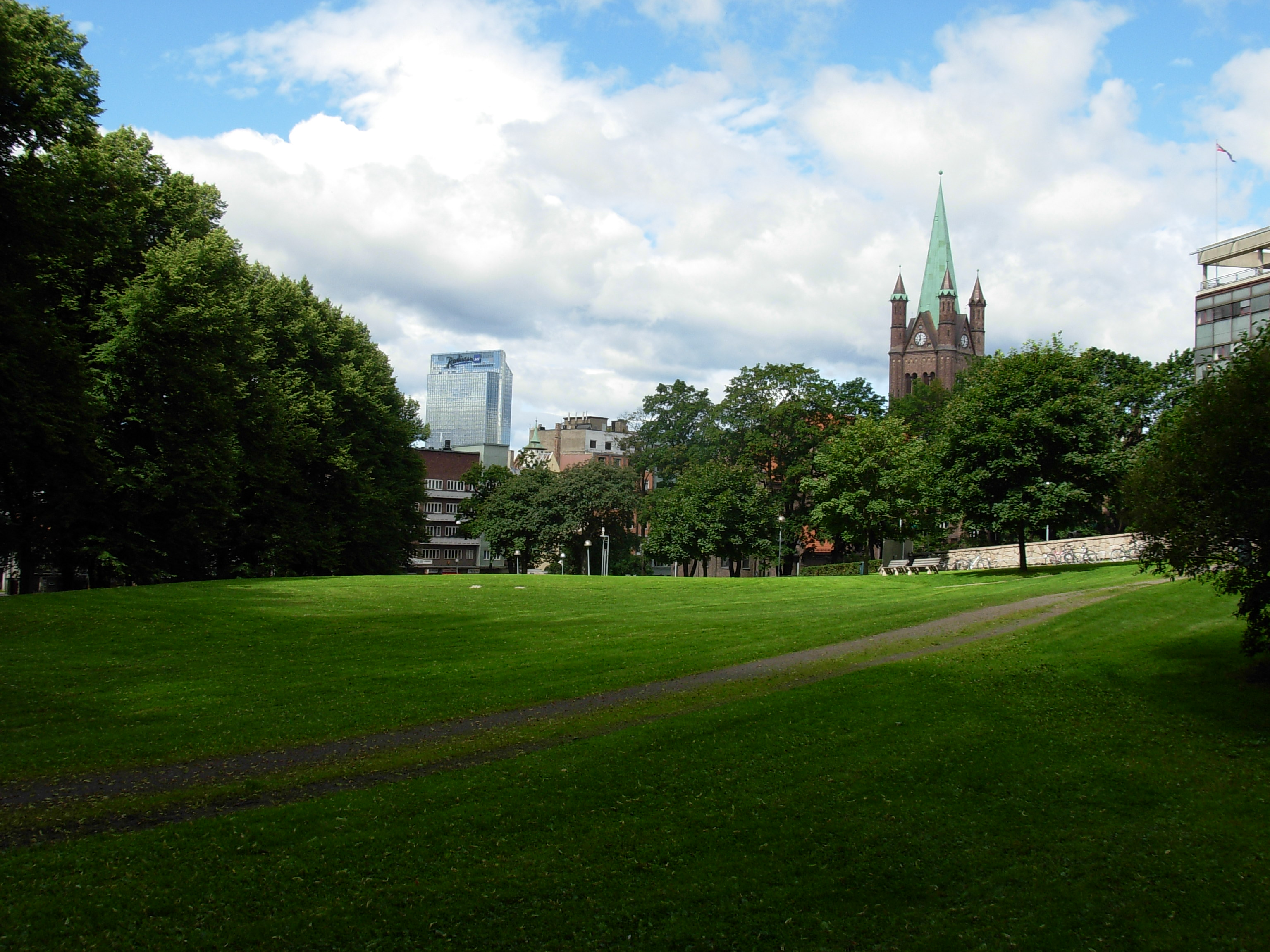
Grønland Park, vom Westen aus gesehen.

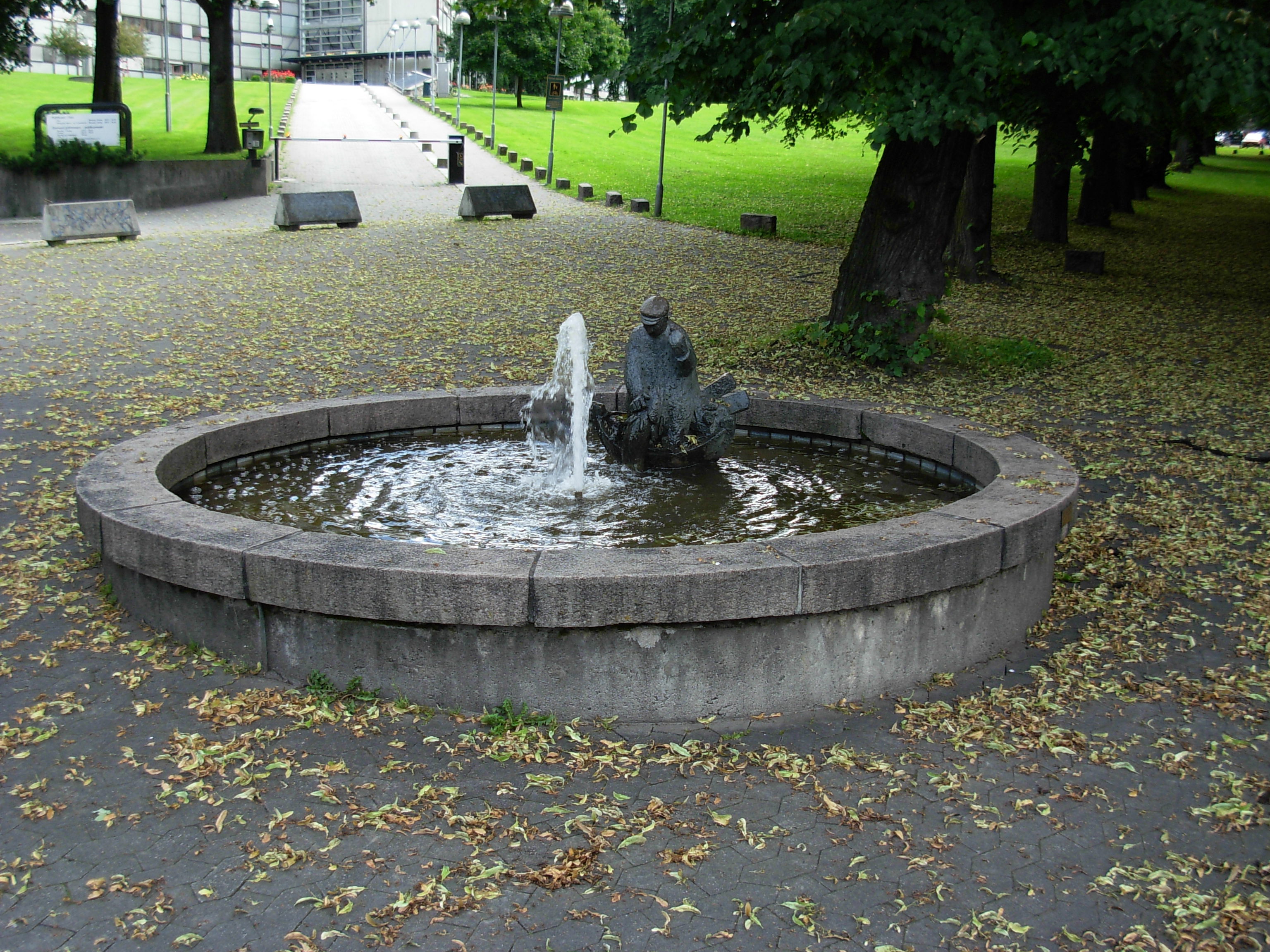
Weg zum Grønland Park und zur Polizeistation Grønland.

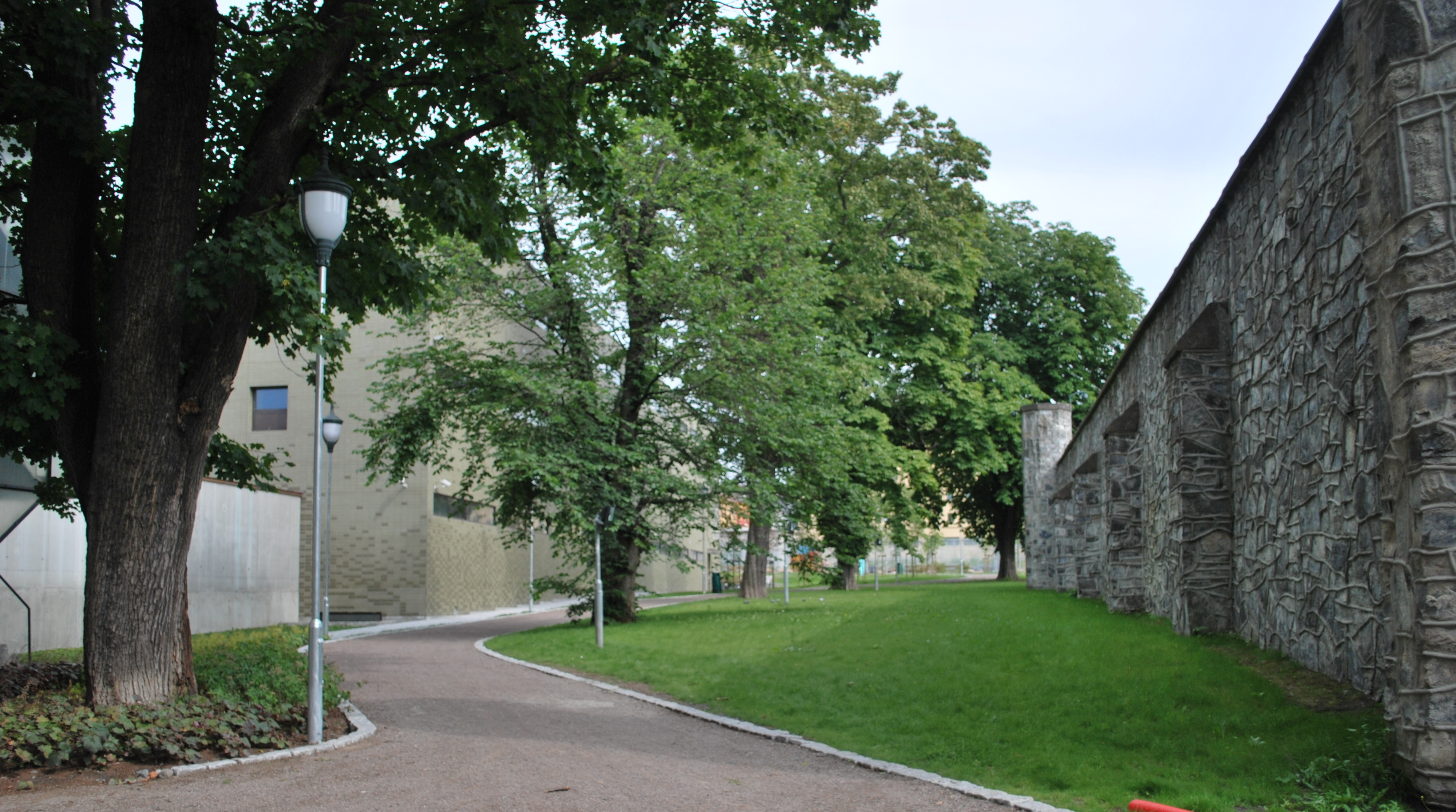
Die neue Parkanlage zwischen dem Osloer Staatsgefängnis (rechts) und dem Zentralen Arrest des Osloer Polizeidistrikt (links).

Grønlands park – Botsparken ist ein Park und liegt in unmittelbarer Nähe der Haftanstalt Oslo (Oslo fengsel) (vormals Botsfengselet) und der Polizeistation Grønland im Stadtviertel Grønland in Oslo, Norwegen. Der Park ist 27,5 Hektar groß, ohne das 11,6 Hektar große Areal des Klosterenga (Klosterenga Park), das sich entlang der Südseite der abgrenzten Mauer befindet.

## Lage und Gestaltung
Der Park grenzt im Süden an die Gebäude der Schweigaards gate, im Osten an die Parkanlage des Klosterenga sowie das Staatsgefängnis Oslo, im Norden an die Åkerbergveien, an das Polizeipräsidium Grønland, die Grønlandsleiret und im Westen an die Borggata. Des Weiteren grenzt der Park auch im Westen an die Grønland kirke, ansonsten wird der Park von einer dichten Wohnbebauung umgeben.
Der größte Teil des Parks liegt im Stadtviertel Grønland, ein schmaler Streifen in der Nähe des Osloer Gefängnisses endet in Stadtviertel Galgeberg. Die Gebäude südlich des Parks und an der Nordseite der Schweigaardsgate gehören wiederum klar zum Osloer Stadtviertel Gamlebyen. Der Park liegt auch Bereich des Osloer Polizeipräsidium Grønland mit einer Arrestzentrale, die auch ein zentraler Ort für Festnahmen in Oslo und für weitere Überführungen ins Osloer Staatsgefängnis ist.
In dem Park befinden sich mehrere große Bäume innerhalb großer Rasen- und Wiesenflächen und an den äußeren Rändern eine Lindenallé, die als Zugang zu dem Gefängnis zwischen der Grønlandsleiret und dem Eingang zum Gefängnis angelegt wurde. Im Abschnitt der Passage zwischen dem Gefängnis und der Polizeistation an der Åkerbergveien wurde der Park 2005 erweitert. Entlang der Nordseite an dem Polizeipräsidium sind einige große Bäume und einige Gebäude trennen den Park. An der Schnittstelle zum Klosterenga Park befindet sich eine enge Gruppe von hohen Bäumen, die Schatten auf den gesamten Gehweg werfen.
Der Park wird verwaltet durch die städtische Verwaltung von Gamle Oslo und die staatliche Behörde Statsbygg.

## Name und Geschichte
Die Entstehung des Parknamens ist nicht ganz klar. Wahrscheinlich entstand der Name Botsparken im Zusammenhang beim Bau des alten Gefängnis Botsfengselet, das im Volksmund als Bodsen bzw. Botsen bezeichnet wurde und der Park als Teil der Anlage von 1844 bis 1851 angelegt wurde. Der Landschaftsgärtner Marius Røhne nennt 1948 in einem Buch erstmals  den Namen Grønland Park als Bezeichnung. In einen Bebauungsplan von 2004 zum Bau des neuen Zentralarrests an der Grønlandsleiret 44 des Osloer Polizeidistriktes  wurde als Name für den nördlichen Teil offiziell Botsparken verwendet. Die  Bezeichnung Grønlandsparken war dabei auch weiterhin im Gebrauch. Heute wird der Park meist unter der Doppelbezeichnung Grønlands park – Botsparken geführt.
Das von Heinrich Ernst Schirmer errichtete Botsfengselet wurde um 1851 im Areal des Parks fertiggestellt. In dem Bereich des heutigen Parks vor dem Gefängnis an der Borggata und an der Grønlandsleiret,  arbeiteten früher Gefangene hinter einen Holzzaun an ihren Gärten und Feldern. Die Allee vor dem Haupteingang und die großen Baumgruppen wurden ebenfalls zu dieser Zeit gepflanzt. Das ganze Gebiet wurde damals von der Stadt abgrenzt. Später entstanden rund um den Park von 1870 bis zur Jahrhundertwende neue Wohngebiete.
Das Gebiet südlich der Allee bis zum Haupteingang des Parks wurde um 1912 angelegt. Von 1916 bis 1917 wurde von der Kommune auf öffentlichen Flächen die Parkanlage in nördlicher Richtung weiter ausgebaut. Zur gleichen Zeit grenzte man dem Park vom Osloer Gefängnis Botsfengselet mittels eines Lattenzaun wenige Meter vor der Gefängnismauer ab, um die Öffentlichkeit fernzuhalten.
Der Bau des Polizeipräsidiums 1978 führte dazu, dass der nördliche Teil des Parks stark beschnitten wurde. Einen weiteren größeren Einschnitt in den Park nahm der Bau des neuen Zentralarrests an der Grønlandsleiret 44 des Osloer Polizeidistriktes, das von 2006 bis 2007 errichtet wurde. Der neue Bau verschlang einige Flächen des Parks, so dass jetzt in Richtung Åkebergveien nur noch eine kleine Parkanlage gibt.